# Future World (film, 2018)
Pour les articles homonymes, voir Future World.
Pour plus de détails, voir Fiche technique et Distribution.
Future World est un film de science-fiction américain réalisé par James Franco et Bruce Thierry Chung, sorti en 2018.

## Synopsis
Dans un futur post-apocalyptique, un jeune garçon s'allie à une jeune femme androïde pour trouver un remède pour sauver sa mère mourante. Mais ils devront affronter une bande de motards et de gangsters sans pitié prêt à tout pour les retrouver.

## Fiche technique
Sauf indication contraire, les informations mentionnées dans cette section peuvent être confirmées par la base de données cinématographiques IMDb,  présente dans la section « Liens externes ».
- Titre original et français : Future World
- Réalisation : James Franco et Bruce Thierry Chung
- Scénario : Bruce Thierry Chung et Jay Davis
- Direction artistique : Patrick Jackson
- Décors : Sandra Skora
- Costumes : David Page
- Photographie : Peter Zeitlinger
- Montage : Alex Freitas et William Paley
- Musique : Toydrum (en)
- Production : Monika Bacardi, Jay Davis, Andrea Iervolino, Vince Jolivette, Scott Reed, Julien Favre, Jean-Alexandre Luciani et James Franco
- Sociétés de production : AMBI Group, Black Sparrow Films, Dark Rabbit Productions et Premiere Picture
- Sociétés de distribution : Lionsgate (États-Unis), Universal Studios (France)
- Budget : n/a
- Pays d’origine :  États-Unis
- Langue originale : anglais
- Format : couleur
- Genre : Science-fiction post-apocalyptique
- Durée : 90 minutes
- Dates de sortie[1] : 
  -  États-Unis : 25 mai 2018
  -  France : 9 janvier 2019 (DVD)

## Distribution
- James Franco (VF : Anatole de Bodinat) : Warlord
- Suki Waterhouse : Ash
- Jeffrey Wahlberg : Le prince
- Milla Jovovich (VF : Barbara Kelsch) : Druglord
- Lucy Liu (VF : Laëtitia Godes) : la Reine
- Method Man : Tattooed Face
- Snoop Dogg : Love Lord
- Margarita Levieva (VF : Anne Tilloy) : Lei
- Scott Haze : Gutter
- Twin Shadow

 Source et légende : version française (VF) sur RS Doublage

## Production
En mai 2016, il est annoncé que James Franco, Milla Jovovich, Twin Shadow et Margarita Levieva rejoignent la distribution du film. James Franco en est également le coréalisateur avec Bruce Thierry Chung. Il est produit par Dark Rabbit Productions et AMBI Group. Quelques jours plus tard, Lucy Liu, Suki Waterhouse et les rappeurs Method Man et Snoop Dogg sont également officialisés.
Le tournage débute en mai 2016 et s'achève en juin 2016.